# Чемпіонат світу з футболу серед жінок 2015
Чемпіонат світу з футболу серед жінок 2015 — сьомий чемпіонат світу з футболу серед жінок, що проходив у Канаді з 6 червня по 5 липня 2015 року. Країна отримала право провести турнір в березні 2011 року. Турнір був відбірковим на Літні Олімпійські ігри 2016. Чотири найкращих за підсумками турніру збірних взяли участь в Олімпіаді.

## Вибір місця проведення
Заявки на проведення чемпіонату приймалися до грудня 2010. У результаті свої кандидатури запропонували тільки дві країни: Канада та Зімбабве. 1 березня 2011 року заявка Зімбабве відмовилась від заявку через низький рівень інфраструктури. Таким чином Канада залишилася єдиним претендентом на проведення турніру, і незабаром виконавчий комітет ФІФА офіційно затвердив її як країну-господаря чемпіонату.

## Кваліфікація
На турнірі грали 24 команди, а не 16 як на минулому чемпіонаті. 11 червня 2012 року ФІФА оголосила про зміну розподілу відбіркових місць для континентальних конфедерацій. Виконавчий комітет ФІФА схвалив наступний розподіл місця і розподіл восьми нових місць (у дужках наведений рейтинг ФІФА станом на березень 2015 року):
| - КАФ (3 місця, раніше — 2) - Камерун (53) (дебют) - Кот-д'Івуар (67) (дебют) - Нігерія (33) - АФК (5 місць, раніше — 3) - Австралія (10) - КНР (16) - Японія (4) - Південна Корея (18) - Таїланд (29) (дебют) - КОНМЕБОЛ (2,5 місця, раніше — 2) - Бразилія (7) - Колумбія (28) - Еквадор (48) (дебют) - ОФК (1 місце, як і 2011 року) - Нова Зеландія (17) | - УЄФА (8 місць, раніше — 4,5 + 1) - Англія (6) - Франція (3) - Німеччина (1) - Нідерланди (12) (дебют) - Норвегія (11) - Іспанія (14) (дебют) - Швеція (5) - Швейцарія (19) (дебют) - КОНКАКАФ (3,5 місця, раніше — 2,5) - Канада (8) (господарі) - Коста-Рика (37) (дебют) - Мексика (25) - США (2) |

## Стадіони
Для прийняття матчів чемпіонату були обрані 6 міст: Ванкувер, Едмонтон, Вінніпег, Оттава, Монреаль і Монктон. За правилами ФІФА, комерційні назви стадіонів у Вінніпезі та Оттаві були замінені на нейтральні.
| Ванкувер                                                               | Едмонтон                                                                | Вінніпег                                                             | Оттава                                                                         |
| ---------------------------------------------------------------------- | ----------------------------------------------------------------------- | -------------------------------------------------------------------- | ------------------------------------------------------------------------------ |
| «Бі-Сі Плейс»                                                          | «Стадіон Співдружності»                                                 | «Інвесторс Груп Філд» (Стадіон Вінніпега)                            | «Ті-Ді Плейс» (Ленсдаун)                                                       |
| 49°16′36″ пн. ш. 123°6′43″ зх. д. / 49.27667° пн. ш. 123.11194° зх. д. | 53°33′35″ пн. ш. 113°28′34″ зх. д. / 53.55972° пн. ш. 113.47611° зх. д. | 49°48′28″ пн. ш. 97°8′45″ зх. д. / 49.80778° пн. ш. 97.14583° зх. д. | 45°23′53.44″ пн. ш. 75°41′1.14″ зх. д. / 45.3981778° пн. ш. 75.6836500° зх. д. |
| Місткість: 54,320                                                      | Місткість: 56,302                                                       | Місткість: 33,422                                                    | Місткість: 24,000                                                              |
| Покриття: «Polytan LigaTurf»                                           | Покриття: «FieldTurf Duraspine»                                         | Покриття: «FieldTurf Revolution»                                     | Покриття: «FieldTurf»                                                          |
| Часовий пояс: PDT (UTC−7)                                              | Часовий пояс: MDT (UTC−6)                                               | Часовий пояс: CDT (UTC−5)                                            | Часовий пояс: EDT (UTC−4)                                                      |
|                                                                        |                                                                         |                                                                      |                                                                                |
| Едмонтон Монктон Монреаль Оттава Ванкувер Вінніпег                     | Едмонтон Монктон Монреаль Оттава Ванкувер Вінніпег                      | Монреаль                                                             | Монктон                                                                        |
| Едмонтон Монктон Монреаль Оттава Ванкувер Вінніпег                     | Едмонтон Монктон Монреаль Оттава Ванкувер Вінніпег                      | «Олімпійський стадіон»                                               | «Монктон»                                                                      |
| Едмонтон Монктон Монреаль Оттава Ванкувер Вінніпег                     | Едмонтон Монктон Монреаль Оттава Ванкувер Вінніпег                      | 45°33′28″ пн. ш. 73°33′7″ зх. д. / 45.55778° пн. ш. 73.55194° зх. д. | 46°6′30″ пн. ш. 64°47′0″ зх. д. / 46.10833° пн. ш. 64.78333° зх. д.            |
| Едмонтон Монктон Монреаль Оттава Ванкувер Вінніпег                     | Едмонтон Монктон Монреаль Оттава Ванкувер Вінніпег                      | Місткість: 56,040                                                    | Місткість: 13,000                                                              |
| Едмонтон Монктон Монреаль Оттава Ванкувер Вінніпег                     | Едмонтон Монктон Монреаль Оттава Ванкувер Вінніпег                      | Покриття: «Xtreme Turf»                                              | Покриття: «FieldTurf»                                                          |
| Едмонтон Монктон Монреаль Оттава Ванкувер Вінніпег                     | Едмонтон Монктон Монреаль Оттава Ванкувер Вінніпег                      | Time zone: EDT (UTC−4)                                               | Time zone: ADT (UTC−3)                                                         |
| Едмонтон Монктон Монреаль Оттава Ванкувер Вінніпег                     | Едмонтон Монктон Монреаль Оттава Ванкувер Вінніпег                      |                                                                      |                                                                                |

### Нововведення
На чемпіонаті було застосовано поєднання систем визначення голу та Hawk-Eye, за допомогою чого стало можливо переглядати на екрані стадіону, чи був гол чи ні. Також цей розіграш турніру став першим, включаючи чемпіонати для чоловіків, де було використано штучну траву, на якій відбулись усі матчі.

## Жеребкування
Жеребкування відбулось 6 грудня 2014 року в Канадському музеї природи в Оттаві, Канада. Кошики для жеребкування були оголошені напередодні. Оскільки із зони УЄФА брали участь вісім збірних, а на турнірі було тільки шість груп, два квартети містили дві європейські команди. У той же час, жодна група не мала містити у собі більше однієї команди з однієї федерації.
| Pot 1 (сіяні)                                            | Pot 2 (КАФ, КОНКАКАФ, ОФК)                                   | Pot 3 (АФК, КОНМЕБОЛ)                                 | Pot 4 (УЄФА)                                        |
| -------------------------------------------------------- | ------------------------------------------------------------ | ----------------------------------------------------- | --------------------------------------------------- |
| Канада (господарі) Бразилія Франція Німеччина Японія США | Камерун Кот-д'Івуар Нігерія Коста-Рика Мексика Нова Зеландія | Австралія КНР Південна Корея Таїланд Колумбія Еквадор | Англія Нідерланди Норвегія Іспанія Швеція Швейцарія |

## Груповий етап

### Група A
| Поз | Команда       | І | В | Н | П | ГЗ | ГП | РГ | О | Результат раунду |
| --- | ------------- | - | - | - | - | -- | -- | -- | - | ---------------- |
| 1   | Канада (H)    | 3 | 1 | 2 | 0 | 2  | 1  | +1 | 5 | Вихід до плей-оф |
| 2   | КНР           | 3 | 1 | 1 | 1 | 3  | 3  | 0  | 4 | Вихід до плей-оф |
| 3   | Нідерланди    | 3 | 1 | 1 | 1 | 2  | 2  | 0  | 4 | Вихід до плей-оф |
| 4   | Нова Зеландія | 3 | 0 | 2 | 1 | 2  | 3  | −1 | 2 |                  |

| 6 червня 2015 16:00 (UTC−6) |

| Канада | 1–0      | КНР |
| ------ | -------- | --- |
|        | Протокол |     |

| «Стадіон Співдружності», Едмонтон Глядачів: 53,058 |

| 6 червня 2015 19:00 (UTC−6) |

| Нова Зеландія | 0–1      | Нідерланди |
| ------------- | -------- | ---------- |
|               | Протокол |            |

| «Стадіон Співдружності», Едмонтон Глядачів: 53,058 |

| 11 червня 2015 16:00 (UTC−6) |

| КНР | 1–0      | Нідерланди |
| --- | -------- | ---------- |
|     | Протокол |            |

| «Стадіон Співдружності», Едмонтон Глядачів: 35,544 |

| 11 червня 2015 19:00 (UTC−6) |

| Канада | 0–0      | Нова Зеландія |
| ------ | -------- | ------------- |
|        | Протокол |               |

| «Стадіон Співдружності», Едмонтон Глядачів: 35,544 |

| 15 червня 2015 19:30 (UTC−4) |

| Нідерланди | 1–1      | Канада |
| ---------- | -------- | ------ |
|            | Протокол |        |

| «Олімпійський стадіон», Монреаль Глядачів: 45,420 |

| 15 червня 2015 18:30 (UTC−5) |

| КНР | 2–2      | Нова Зеландія |
| --- | -------- | ------------- |
|     | Протокол |               |

| «Стадіон Вінніпега», Вінніпег Глядачів: 26,191 |

### Група B
| Поз | Команда     | І | В | Н | П | ГЗ | ГП | РГ  | О | Результат раунду |
| --- | ----------- | - | - | - | - | -- | -- | --- | - | ---------------- |
| 1   | Німеччина   | 3 | 2 | 1 | 0 | 15 | 1  | +14 | 7 | Вихід до плей-оф |
| 2   | Норвегія    | 3 | 2 | 1 | 0 | 8  | 2  | +6  | 7 | Вихід до плей-оф |
| 3   | Таїланд     | 3 | 1 | 0 | 2 | 3  | 10 | −7  | 3 |                  |
| 4   | Кот-д'Івуар | 3 | 0 | 0 | 3 | 3  | 16 | −13 | 0 |                  |

| 7 червня 2015 13:00 (UTC−4) |

| Норвегія | 4–0      | Таїланд |
| -------- | -------- | ------- |
|          | Протокол |         |

| «Ленсдаун», Оттава Глядачів: 20,953 |

| 7 червня 2015 16:00 (UTC−4) |

| Німеччина | 10–0     | Кот-д'Івуар |
| --------- | -------- | ----------- |
|           | Протокол |             |

| «Ленсдаун», Оттава Глядачів: 20,953 |

| 11 червня 2015 16:00 (UTC−4) |

| Німеччина | 1–1      | Норвегія |
| --------- | -------- | -------- |
|           | Протокол |          |

| «Ленсдаун», Оттава Глядачів: 18,987 |

| 11 червня 2015 19:00 (UTC−4) |

| Кот-д'Івуар | 2–3      | Таїланд |
| ----------- | -------- | ------- |
|             | Протокол |         |

| «Ленсдаун», Оттава Глядачів: 18,987 |

| 15 червня 2015 15:00 (UTC−5) |

| Таїланд | 0–4      | Німеччина |
| ------- | -------- | --------- |
|         | Протокол |           |

| «Стадіон Вінніпега», Вінніпег Глядачів: 26,191 |

| 15 червня 2015 17:00 (UTC−3) |

| Кот-д'Івуар | 1–3      | Норвегія |
| ----------- | -------- | -------- |
|             | Протокол |          |

| «Монктон», Монктон Глядачів: 7,147 |

### Група C
| Поз | Команда   | І | В | Н | П | ГЗ | ГП | РГ  | О | Результат раунду |
| --- | --------- | - | - | - | - | -- | -- | --- | - | ---------------- |
| 1   | Японія    | 3 | 3 | 0 | 0 | 4  | 1  | +3  | 9 | Вихід до плей-оф |
| 2   | Камерун   | 3 | 2 | 0 | 1 | 9  | 3  | +6  | 6 | Вихід до плей-оф |
| 3   | Швейцарія | 3 | 1 | 0 | 2 | 11 | 4  | +7  | 3 | Вихід до плей-оф |
| 4   | Еквадор   | 3 | 0 | 0 | 3 | 1  | 17 | −16 | 0 |                  |

| 8 червня 2015 16:00 (UTC−7) |

| Камерун | 6–0      | Еквадор |
| ------- | -------- | ------- |
|         | Протокол |         |

| «Бі-Сі Плейс», Ванкувер Глядачів: 25,942 |

| 8 червня 2015 19:00 (UTC−7) |

| Японія | 1–0      | Швейцарія |
| ------ | -------- | --------- |
|        | Протокол |           |

| «Бі-Сі Плейс», Ванкувер Глядачів: 25,942 |

| 12 червня 2015 16:00 (UTC−7) |

| Швейцарія | 10–1     | Еквадор |
| --------- | -------- | ------- |
|           | Протокол |         |

| «Бі-Сі Плейс», Ванкувер Глядачів: 31,441 |

| 12 червня 2015 19:00 (UTC−7) |

| Японія | 2–1      | Камерун |
| ------ | -------- | ------- |
|        | Протокол |         |

| «Бі-Сі Плейс», Ванкувер Глядачів: 31,441 |

| 16 червня 2015 16:00 (UTC−5) |

| Еквадор | 0–1      | Японія |
| ------- | -------- | ------ |
|         | Протокол |        |

| «Стадіон Вінніпега», Вінніпег Глядачів: 14,522 |

| 16 червня 2015 15:00 (UTC−6) |

| Швейцарія | 1–2      | Камерун |
| --------- | -------- | ------- |
|           | Протокол |         |

| «Стадіон Співдружності», Едмонтон Глядачів: 10,177 |

### Група D
| Поз | Команда   | І | В | Н | П | ГЗ | ГП | РГ | О | Результат раунду |
| --- | --------- | - | - | - | - | -- | -- | -- | - | ---------------- |
| 1   | США       | 3 | 2 | 1 | 0 | 4  | 1  | +3 | 7 | Вихід до плей-оф |
| 2   | Австралія | 3 | 1 | 1 | 1 | 4  | 4  | 0  | 4 | Вихід до плей-оф |
| 3   | Швеція    | 3 | 0 | 3 | 0 | 4  | 4  | 0  | 3 | Вихід до плей-оф |
| 4   | Нігерія   | 3 | 0 | 1 | 2 | 3  | 6  | −3 | 1 |                  |

| 8 червня 2015 15:00 (UTC−5) |

| Швеція | 3–3      | Нігерія |
| ------ | -------- | ------- |
|        | Протокол |         |

| «Стадіон Вінніпега», Вінніпег Глядачів: 31,148 |

| 8 червня 2015 18:30 (UTC−5) |

| США | 3–1      | Австралія |
| --- | -------- | --------- |
|     | Протокол |           |

| «Стадіон Вінніпега», Вінніпег Глядачів: 31,148 |

| 12 червня 2015 16:00 (UTC−5) |

| Австралія | 2–0      | Нігерія |
| --------- | -------- | ------- |
|           | Протокол |         |

| «Стадіон Вінніпега», Вінніпег Глядачів: 32,716 |

| 12 червня 2015 19:00 (UTC−5) |

| США | 0–0      | Швеція |
| --- | -------- | ------ |
|     | Протокол |        |

| «Стадіон Вінніпега», Вінніпег Глядачів: 32,716 |

| 16 червня 2015 17:00 (UTC−7) |

| Нігерія | 0–1      | США |
| ------- | -------- | --- |
|         | Протокол |     |

| «Бі-Сі Плейс», Ванкувер Глядачів: 52,193 |

| 16 червня 2015 18:00 (UTC−6) |

| Австралія | 1–1      | Швеція |
| --------- | -------- | ------ |
|           | Протокол |        |

| «Стадіон Співдружності», Едмонтон Глядачів: 10,177 |

### Група E
| Поз | Команда        | І | В | Н | П | ГЗ | ГП | РГ | О | Результат раунду |
| --- | -------------- | - | - | - | - | -- | -- | -- | - | ---------------- |
| 1   | Бразилія       | 3 | 3 | 0 | 0 | 4  | 0  | +4 | 9 | Вихід до плей-оф |
| 2   | Південна Корея | 3 | 1 | 1 | 1 | 4  | 5  | −1 | 4 | Вихід до плей-оф |
| 3   | Коста-Рика     | 3 | 0 | 2 | 1 | 3  | 4  | −1 | 2 |                  |
| 4   | Іспанія        | 3 | 0 | 1 | 2 | 2  | 4  | −2 | 1 |                  |

| 9 червня 2015 16:00 (UTC−4) |

| Іспанія | 1–1      | Коста-Рика |
| ------- | -------- | ---------- |
|         | Протокол |            |

| «Олімпійський стадіон», Монреаль Глядачів: 10,175 |

| 9 червня 2015 19:00 (UTC−4) |

| Бразилія | 2–0      | Південна Корея |
| -------- | -------- | -------------- |
|          | Протокол |                |

| «Олімпійський стадіон», Монреаль Глядачів: 10,175 |

| 13 червня 2015 16:00 (UTC−4) |

| Бразилія | 1–0      | Іспанія |
| -------- | -------- | ------- |
|          | Протокол |         |

| «Олімпійський стадіон», Монреаль Глядачів: 28,623 |

| 13 червня 2015 19:00 (UTC−4) |

| Південна Корея | 2–2      | Коста-Рика |
| -------------- | -------- | ---------- |
|                | Протокол |            |

| «Олімпійський стадіон», Монреаль Глядачів: 28,623 |

| 17 червня 2015 20:00 (UTC−3) |

| Коста-Рика | 0–1      | Бразилія |
| ---------- | -------- | -------- |
|            | Протокол |          |

| «Монктон», Монктон Глядачів: 9,543 |

| 17 червня 2015 19:00 (UTC−4) |

| Південна Корея | 2–1      | Іспанія |
| -------------- | -------- | ------- |
|                | Протокол |         |

| «Ленсдаун», Оттава Глядачів: 21,562 |

### Група F
| Поз | Команда  | І | В | Н | П | ГЗ | ГП | РГ | О | Результат раунду |
| --- | -------- | - | - | - | - | -- | -- | -- | - | ---------------- |
| 1   | Франція  | 3 | 2 | 0 | 1 | 6  | 2  | +4 | 6 | Вихід до плей-оф |
| 2   | Англія   | 3 | 2 | 0 | 1 | 4  | 3  | +1 | 6 | Вихід до плей-оф |
| 3   | Колумбія | 3 | 1 | 1 | 1 | 4  | 3  | +1 | 4 | Вихід до плей-оф |
| 4   | Мексика  | 3 | 0 | 1 | 2 | 2  | 8  | −6 | 1 |                  |

| 9 червня 2015 14:00 (UTC−3) |

| Франція | 1–0      | Англія |
| ------- | -------- | ------ |
|         | Протокол |        |

| «Монктон», Монктон Глядачів: 11,686 |

| 9 червня 2015 17:00 (UTC−3) |

| Колумбія | 1–1      | Мексика |
| -------- | -------- | ------- |
|          | Протокол |         |

| «Монктон», Монктон Глядачів: 11,686 |

| 13 червня 2015 14:00 (UTC−3) |

| Франція | 0–2      | Колумбія |
| ------- | -------- | -------- |
|         | Протокол |          |

| «Монктон», Монктон Глядачів: 13,138 |

| 13 червня 2015 17:00 (UTC−3) |

| Англія | 2–1      | Мексика |
| ------ | -------- | ------- |
|        | Протокол |         |

| «Монктон», Монктон Глядачів: 13,138 |

| 17 червня 2015 16:00 (UTC−4) |

| Мексика | 0–5      | Франція |
| ------- | -------- | ------- |
|         | Протокол |         |

| «Ленсдаун», Оттава Глядачів: 21,562 |

| 17 червня 2015 16:00 (UTC−4) |

| Англія | 2–1      | Колумбія |
| ------ | -------- | -------- |
|        | Протокол |          |

| «Олімпійський стадіон», Монреаль Глядачів: 13,862 |

### Таблиця третіх місць
Чотири найкращі команди з шести груп були кваліфіковані до раунду плей-оф разом з переможцями та другими місцями груп. Розподіл місць у таблиці: 1) голи; 2) різниця голів; 3) кількість забитих голів; 4) жеребкування.
| Поз | Груп | Команда    | І | В | Н | П | ГЗ | ГП | РГ | О | Результат |
| --- | ---- | ---------- | - | - | - | - | -- | -- | -- | - | --------- |
| 1   | F    | Колумбія   | 3 | 1 | 1 | 1 | 4  | 3  | +1 | 4 | Плей-оф   |
| 2   | A    | Нідерланди | 3 | 1 | 1 | 1 | 2  | 2  | 0  | 4 | Плей-оф   |
| 3   | C    | Швейцарія  | 3 | 1 | 0 | 2 | 11 | 4  | +7 | 3 | Плей-оф   |
| 4   | D    | Швеція     | 3 | 0 | 3 | 0 | 4  | 4  | 0  | 3 | Плей-оф   |
| 5   | B    | Таїланд    | 3 | 1 | 0 | 2 | 3  | 10 | −7 | 3 |           |
| 6   | E    | Коста-Рика | 3 | 0 | 2 | 1 | 3  | 4  | −1 | 2 |           |

У наступному раунді команди, що посіли треті місця, грали з переможцями груп A, B, C та D відповідно до регламенту.

## Плей-оф
|  | 1/8                  | 1/8                  |                      |       | Чвертьфінали        | Чвертьфінали        |                    |                    | Півфінали | Півфінали |  |  | Фінал | Фінал |
|  |                      |                      |                      |       |                     |                     |                    |                    |           |           |  |  |       |       |
|  | 20 червня – Едмонтон |                      |                      |       |                     |                     |                    |                    |           |           |  |  |       |       |
|  |                      |                      |                      |       |                     |                     |                    |                    |           |           |  |  |       |       |
|  | КНР                  | 1                    |                      |       |                     |                     |                    |                    |           |           |  |  |       |       |
|  | КНР                  | 1                    | 26 червня – Оттава   |       |                     |                     |                    |                    |           |           |  |  |       |       |
|  | Камерун              | 0                    |                      |       |                     |                     |                    |                    |           |           |  |  |       |       |
|  | Камерун              | 0                    | КНР                  | 0     |                     |                     |                    |                    |           |           |  |  |       |       |
|  | 22 червня – Едмонтон |                      | КНР                  | 0     |                     |                     |                    |                    |           |           |  |  |       |       |
|  |                      | США                  | 1                    |       |                     |                     |                    |                    |           |           |  |  |       |       |
|  | США                  | США                  | 1                    | 2     |                     |                     |                    |                    |           |           |  |  |       |       |
|  | США                  |                      | 30 червня – Монреаль | 2     |                     |                     |                    |                    |           |           |  |  |       |       |
|  | Колумбія             | 0                    |                      |       |                     |                     |                    |                    |           |           |  |  |       |       |
|  | Колумбія             | 0                    | США                  | 2     |                     |                     |                    |                    |           |           |  |  |       |       |
|  | 20 червня – Оттава   |                      | США                  | 2     |                     |                     |                    |                    |           |           |  |  |       |       |
|  |                      | Німеччина            | 0                    |       |                     |                     |                    |                    |           |           |  |  |       |       |
|  | Німеччина            | Німеччина            | 0                    | 4     |                     |                     |                    |                    |           |           |  |  |       |       |
|  | Німеччина            | 26 червня – Монреаль |                      | 4     |                     |                     |                    |                    |           |           |  |  |       |       |
|  | Швеція               | 1                    |                      |       |                     |                     |                    |                    |           |           |  |  |       |       |
|  | Швеція               | 1                    | Німеччина (пен. )    | 1 (5) |                     |                     |                    |                    |           |           |  |  |       |       |
|  | 21 червня – Монреаль |                      | Німеччина (пен. )    | 1 (5) |                     |                     |                    |                    |           |           |  |  |       |       |
|  |                      | Франція              | 1 (4)                |       |                     |                     |                    |                    |           |           |  |  |       |       |
|  | Франція              | Франція              | 1 (4)                | 3     |                     |                     |                    |                    |           |           |  |  |       |       |
|  | Франція              |                      | 5 липня – Ванкувер   | 3     |                     |                     |                    |                    |           |           |  |  |       |       |
|  | Південна Корея       | 0                    |                      |       |                     |                     |                    |                    |           |           |  |  |       |       |
|  | Південна Корея       | 0                    | США                  | 5     |                     |                     |                    |                    |           |           |  |  |       |       |
|  | 21 червня – Монктон  |                      | США                  | 5     |                     |                     |                    |                    |           |           |  |  |       |       |
|  |                      | Японія               | 2                    |       |                     |                     |                    |                    |           |           |  |  |       |       |
|  | Бразилія             | Японія               | 2                    | 0     |                     |                     |                    |                    |           |           |  |  |       |       |
|  | Бразилія             | 27 червня – Едмонтон |                      | 0     |                     |                     |                    |                    |           |           |  |  |       |       |
|  | Австралія            | 1                    |                      |       |                     |                     |                    |                    |           |           |  |  |       |       |
|  | Австралія            | 1                    | Австралія            | 0     |                     |                     |                    |                    |           |           |  |  |       |       |
|  | 23 червня – Ванкувер |                      | Австралія            | 0     |                     |                     |                    |                    |           |           |  |  |       |       |
|  |                      | Японія               | 1                    |       |                     |                     |                    |                    |           |           |  |  |       |       |
|  | Японія               | Японія               | 1                    | 2     |                     |                     |                    |                    |           |           |  |  |       |       |
|  | Японія               |                      | 1 липня – Едмонтон   | 2     |                     |                     |                    |                    |           |           |  |  |       |       |
|  | Нідерланди           | 1                    |                      |       |                     |                     |                    |                    |           |           |  |  |       |       |
|  | Нідерланди           | 1                    | Японія               | 2     |                     |                     |                    |                    |           |           |  |  |       |       |
|  | 22 червня – Оттава   |                      | Японія               | 2     |                     |                     |                    |                    |           |           |  |  |       |       |
|  |                      | Англія               | 1                    |       | Матч за третє місце | Матч за третє місце |                    |                    |           |           |  |  |       |       |
|  | Норвегія             | Англія               | 1                    | 1     | Матч за третє місце | Матч за третє місце |                    |                    |           |           |  |  |       |       |
|  | Норвегія             | 27 червня – Ванкувер | 27 червня – Ванкувер | 1     |                     |                     | 4 липня – Едмонтон | 4 липня – Едмонтон |           |           |  |  |       |       |
|  | Англія               | 27 червня – Ванкувер | 27 червня – Ванкувер | 2     |                     |                     | 4 липня – Едмонтон | 4 липня – Едмонтон |           |           |  |  |       |       |
|  | Англія               | Англія               | 2                    | 2     | Німеччина           | 0                   |                    |                    |           |           |  |  |       |       |
|  | 21 червня – Ванкувер | Англія               | 2                    |       | Німеччина           | 0                   |                    |                    |           |           |  |  |       |       |
|  |                      | Канада               | 1                    |       | Англія (дч)         | 1                   |                    |                    |           |           |  |  |       |       |
|  | Канада               | Канада               | 1                    | 1     | Англія (дч)         | 1                   |                    |                    |           |           |  |  |       |       |
|  | Канада               |                      |                      | 1     |                     |                     |                    |                    |           |           |  |  |       |       |
|  | Швейцарія            | 0                    |                      |       |                     |                     |                    |                    |           |           |  |  |       |       |
|  | Швейцарія            | 0                    |                      |       |                     |                     |                    |                    |           |           |  |  |       |       |

## Талісман і спонсори
17 червня 2014 року в Канадському музеї природи в Оттаві була представлена талісман розіграшу чемпіонату — біла сова.
П'ятьма найбільшими спонсорами турніру були: «Coca-Cola», «Adidas», «Hyundai–Kia», «Visa» і «Газпром». Протягом останнього тижня чемпіонату канадський уряд включив «Газпром» до списку санкцій через анексію Криму Росією. На думку деяких ЗМІ, затримка була зроблена з метою зменшення уваги до проблеми зі сторони ФІФА.

## Виноски
1. ↑  Незважаючи на нижчий рейтинг ФІФА, Бразилія була сіяна замість Швеції через географічні причини.[10][11][12] Перед жеребкування Організаційний комітет помістив сіяні команди до наступних квартетів: Німеччину до Групи B, Японію до Групи C, США до Групи D, Бразилію до Групи E та Францію до Групи F; Канада вже була у Групі A як господар турніру.[13] Відсутність жеребкування для сіяних команд була розкритикована.[14][15]